# 小鄉知子
小鄉知子（1978年7月22日—），日本電視節目主持人，出生於東京都；畢業於早稻田大學。2002年到任NHK。

## 現在擔任節目
- 《NHK7點新聞》（NHKニュース7）

## 播報及主持節目經歷
- 《早安日本》（NHKニュースおはよう日本）
- 《情報WIDE：福岡No.1 Star》（情報ワイド福岡いちばん星）
- 各節天氣預報
- 整點新聞代理主播